# Marie-Fauve Bélanger
Marie-Fauve Bélanger, née au Lac-Saint-Charles dans la Ville de Québec, est une artiste canadienne.

## Biographie
Elle complète en 2010, un baccalauréat en arts visuels et médiatiques de l'Université Laval (profil entrepreneur). En 2016, elle réalise une technique de métiers d'art, option sculpture à la Maison des métiers d'art de Québec. 
"Ma pratique artistique se développe à partir d’une multitude d’expériences sensibles que j’ai avec la nature. Oscillant entre la figuration et l’abstraction, mes œuvres s’apparentent à des fragments géologiques révélant la limite subtile entre le paysage naturel et transformé. Les formes récurrentes de la nature et de notre culture constituent l’essence de mes recherches actuelles."

## Expositions individuelles
- 2023 : Panser le paysage, Centre d'exposition du vieux presbytère, Saint-Bruno
- 2023 : Le temps s'effrite, Galerie d'art de la bibliothèque du Cégep de Beauce-Appalaches, Saint-Georges de Beauce[2]
- 2021 : Idoles, Toit-terrasse, Maison de la culture Côte-des-Neiges, Montréal[3]
- 2020 : Au niveau, AdMare Art actuel, Colis suspect, Îles-de-la-Madeleine, Qc.
- 2020 : Panser le paysage, Centre d'exposition Raymond Lasnier[4]
- 2019 : Les erratiques, Bibliothèque Gabrielle-Roy[5]

## Expositions collectives (sélection)
- 2023 : Empaysager : résidence sur Anticosti[6]
- 2019 : Le Banquet, Révélations - Biennale internationale des métiers d'art & création, Ateliers d'art de France, Grand Palais de Paris, France[7]

## Musées et collections publiques
- Musée national des beaux-arts du Québec[8]
- Musée ambulant, Saint-Casimir, Québec

## Art public
- 2024 : Cladonia, Hôpital de Baie-Saint-Paul[9]
- 2023 : Point de mire, Stade de soccer Saguenay[10]
- 2022 : Semences, cour semi-intérieure, agrandissement (phase 2), Bibliothèque Françoise-Bédard, Rivière-du-Loup
- 2021 : Le glissement des saisons, hall d’entrée du Centre de glisse Vallée du Parc, Shawinigan

## Prix et bourses
- 2020 : Prix d'excellence des arts et de la culture dans la catégorie Émergence en métiers d’art
- 2019 : Prix Coup de cœur de la Foire en art actuel de Québec
- 2017 : Bourse de la création et de production, Première Ovation
- 2016 : Grand Prix de la Maison des métiers d'art de Québec[11]